# Manel Navarro
Manel Navarro Quesada (Sabadell, 7 marzo 1996) è un cantante spagnolo.
Vincitore della trasmissione televisiva Objetivo Eurovisión, ha rappresentato la Spagna all'Eurovision Song Contest 2017 con il brano Do It for Your Lover.

## Biografia
Ha debuttato nel 2014 vincendo il talent show Catalunya Teen Star. Dopo la sua vittoria, ha firmato un contratto con l'etichetta discografica TeenStarRecords, per la quale ha pubblicato il suo singolo di debutto Brand New Day. Nel 2015 ha firmato un contratto con Sony Music Spain, per la quale ha pubblicato Candle, il suo secondo singolo.
Nel febbraio 2017 ha partecipato, insieme ad altri cinque artisti, alla trasmissione televisiva Objetivo Eurovisión, finalizzata alla selezione del rappresentante per la Spagna all'Eurovision Song Contest 2017, risultandone vincitore e ottenendo quindi l'accesso alla manifestazione. Ha così partecipato al festival musicale europeo, che si è svolto a Kiev, in Ucraina, nel successivo mese di maggio, con il brano Do It for Your Lover, piazzandosi all'ultimo posto della classifica finale.

## Discografia

### Singoli
- 2014 - Brand New Day
- 2016 - Candle
- 2017 - Do It for Your Lover
- 2017 - Keep on Falling
- 2018 - Voulez-vous danser?
- 2019 - Mi mejor despedida (feat. Funambulista)